# Temporale (dramma)
Temporale (in svedese Oväder) è un dramma da camera del drammaturgo svedese August Strindberg.
Scritto nel 1907, per l'Intima teatern del drammaturgo, dove venne rappresentato, con poco successo, ventitré volte.

## Trama
Racconta la vicenda che vede come protagonista "il Signore", un funzionario in pensione, visitato nella sua casa da suo fratello, un procuratore, al ritorno dalla villeggiatura. Oltre a domandarsi chi siano i nuovi abitanti del palazzo che vivono al primo piano, il fratello inizia a chiedergli che ne è della sua vita, dopo il divorzio avvenuto cinque anni prima dalla moglie Gerda. Si scopre successivamente che è proprio Gerda a vivere al piano di sopra con il nuovo marito, Fischer, che ha organizzato una bisca nell'appartamento. Il fratello incontra Gerda, che gli racconta la sua situazione e parla della paura che il suo nuovo marito si porti via la figlia, avuta dal Signore nel precedente matrimonio. Convinta dal fratello, va a parlare con l'ex marito, che non vedeva da cinque anni. I due parlano del divorzio e della piccola. La donna gli chiede aiuto per divorziare da Fischer, che nel frattempo fugge con la figlia di un pasticciere portandosi via la bambina. Gerda lo scopre e col procuratore alla sua ricerca, mentre il Signore resta a casa con la cameriera Louise. Si viene a sapere nel finale che Agnes, la figlia del pasticciere, non è scappata, che Gerda ha ritrovato la bambina e che sono andate a vivere a casa di sua madre. Il dramma ha un lieto fine. Il signore decide che non sarà quella la casa dove morirà e che, rivedendo l'ex moglie e la figlia, ha pareggiato i conti con la vita precedente.